# Dimeria balakrishnaniana
Dimeria balakrishnaniana là một loài thực vật có hoa trong họ Hòa thảo. Loài này được K.Ravik., Sreek. & Lakshm. mô tả khoa học đầu tiên năm 1990.